# Lemma di Steinitz
Il lemma di Steinitz (o teorema dello scambio) descrive una delle proprietà fondamentali degli spazi vettoriali di dimensione finita, ovvero che preso un numero di vettori superiore al numero di elementi di una base dello spazio, questi devono essere linearmente dipendenti fra di loro. Il lemma prende il nome dal matematico tedesco Ernst Steinitz.

## Enunciato
Sia {\displaystyle V} uno spazio vettoriale su un campo {\displaystyle K} di dimensione finita con {\displaystyle B=\{b_{1},b_{2},\ldots ,b_{n}\}} insieme di generatori e {\displaystyle A=\{a_{1},a_{2},\ldots ,a_{m}\}} un insieme di vettori linearmente indipendenti di {\displaystyle V}. Allora {\displaystyle m\leq n}.
Cioè: in uno spazio vettoriale di dimensione finita, il numero di vettori linearmente indipendenti che compaiono in un sistema libero non può mai superare la dimensione, cioè il numero di elementi di una base (quindi di ogni base di {\displaystyle V}).

## Dimostrazione
Supponiamo per assurdo che sia {\displaystyle n<m}. Ogni vettore di {\displaystyle A} è generato dai vettori di {\displaystyle B}; ad esempio:
{\displaystyle a_{1}=h_{1}b_{1}+h_{2}b_{2}+\ldots +h_{n}b_{n},}
e almeno uno degli {\displaystyle h_{i}\in K} non è nullo; possiamo supporre {\displaystyle h_{1}\neq 0}. {\displaystyle b_{1}} è quindi esprimibile come:
{\displaystyle b_{1}=h_{1}^{-1}(a_{1}-h_{2}b_{2}-\ldots -h_{n}b_{n}).}
Per ogni vettore {\displaystyle v\in V} possiamo allora scrivere:
{\displaystyle v=k_{1}b_{1}+k_{2}b_{2}+\ldots +k_{n}b_{n}=k_{1}h_{1}^{-1}(a_{1}-h_{2}b_{2}-\ldots -h_{n}b_{n})+k_{2}b_{2}+\ldots +k_{n}b_{n}.}
Segue che {\displaystyle \{a_{1},b_{2},\ldots ,b_{n}\}} un sistema di generatori. Possiamo quindi esprimere {\displaystyle a_{2}} in funzione di questo:
{\displaystyle a_{2}=j_{1}a_{1}+j_{2}b_{2}+\ldots +j_{n}b_{n},}
e almeno uno tra {\displaystyle j_{2},\ldots ,j_{n}} deve essere diverso da zero, altrimenti {\displaystyle a_{1}} e {\displaystyle a_{2}} sarebbero linearmente dipendenti. Quindi è possibile applicare i medesimi passaggi e ottenere un nuovo gruppo di generatori {\displaystyle \{a_{1},a_{2},b_{3},\ldots ,b_{n}\}}.
Iterando il procedimento {\displaystyle n} volte si ottiene come insieme di generatori un insieme di vettori {\displaystyle \{a_{1},a_{2},\ldots ,a_{n}\}}. È quindi possibile scrivere:
{\displaystyle a_{n+1}=l_{1}a_{1}+l_{2}a_{2}+\ldots +l_{n}a_{n},}
il che è contro l'ipotesi che i vettori di {\displaystyle A} fossero linearmente indipendenti.

## Applicazioni
Il lemma di Steinitz è alla base di numerosi teoremi riguardanti gli spazi vettoriali; di seguito si riportano alcune delle sue conseguenze più importanti ({\displaystyle V} è uno spazio vettoriale a dimensione finita):
- dato un sottoinsieme {\displaystyle L\subseteq V} di vettori linearmente indipendenti, esiste una base di {\displaystyle V} che contiene {\displaystyle L} (estensione della base)
- tutte le basi di {\displaystyle V} hanno la stessa cardinalità, che è per definizione la dimensione di {\displaystyle V};
- ogni insieme di vettori linearmente indipendenti con cardinalità uguale alla dimensione di {\displaystyle V}, è una base di {\displaystyle V};
- ogni insieme di vettori che genera {\displaystyle V} e ha cardinalità uguale alla dimensione di {\displaystyle V}, è una base di {\displaystyle V};
- se {\displaystyle U} è un sottospazio di {\displaystyle V}, allora {\displaystyle \dim(U)\leq \dim(V)}. e l'uguaglianza vale se e solo se {\displaystyle U=V}.